# فرودگاه اسکای‌پارک
فرودگاه اسکای‌پارک (به انگلیسی: Skypark Airport) یک فرودگاه همگانی بهره‌برداری هوایی با کد یاتا BTF است که یک باند فرود آسفالت دارد و طول باند آن ۱۴۳۳ متر است. این فرودگاه در کشور ایالات متحده آمریکا قرار دارد و در ارتفاع ۱۲۹۱ متری از سطح دریا واقع شده است.